# Sumiswalder Kranken- und Unfallkasse
Die Sumiswalder Krankenkasse ist die älteste Krankenkasse der Schweiz. Sie wurde 1823 in der Rechtsform eines Vereins gegründet.

## Tätigkeitsbereiche
Das Kerngeschäft umfasst die obligatorische Krankenpflegeversicherung (Grundversicherung) nach dem Krankenversicherungsgesetz (KVG) und Zusatzversicherungen nach dem Versicherungsvertragsgesetz (VVG) sowie die Taggeldversicherung (Lohnausfallversicherung) nach KVG. Nebst den eigenen Produkten vermittelt die Sumiswalder Krankenkasse weitere Zusatzversicherungen im Bereich Zahnversicherung, Rechtsschutz, Kapitalversicherung bei Unfall und/oder Krankheit, sowie Reiseversicherungen für ein- wie auch ausreisende Personen in Zusammenarbeit mit diversen Partnern. Zudem ist die Sumiswalder Krankenkasse für Firmenkunden tätig, was Kollektivverträge (Abgeltung der gesetzlichen Lohnfortzahlungspflicht des Arbeitgebers und zusätzliche Sozialleistungen) und die obligatorische Unfallversicherung nach dem Unfallversicherungsgesetz (UVG) beinhaltet.

## Geschichte
Die Kasse wurde am 5. Oktober 1823 unter dem Namen "Kranken- und Hülfskasse Sumiswald" von 34 Handwerkern aus der Gemeinde Sumiswald in der heutigen Rechtsform gegründet. Aus dem Gründungsprotokoll ist zu entnehmen, dass folgende Überlegungen zur Gründung führten:

„Nur ein liederlicher Müssiggänger kümmert sich nicht um das Alter und um die Krankheit. Denn eine unversehens ihn überfallende Krankheit kann alle seine Ersparnisse aufwenden. Wer möchte dann schon auf die unzuverlässige Gunst und Gnade seiner Gemeinde überlassen sein.“

Da vorwiegend Handwerker die Kasse gründeten, war es wohl naheliegend, dass die einzelnen Handwerker eine Miniatur ihres Berufes anfertigten und diese der Kasse schenkten. Dadurch entstand die Sammlung von Miniaturen. Diese sind heute in einer Vitrine im Gasthof Bären in Sumiswald und auf der Verwaltung der Sumiswalder Krankenkasse ausgestellt.
Seit der Gründung wird das sogenannte «goldene Buch» geführt. Darin sind alle wichtigen Daten eingetragen (Präsident, Geschäftsführer, Vizepräsident, Mitgliederbestand, Vermögen).